# Cerkiew św. Mikołaja Cudotwórcy w Oziatach
Cerkiew św. Mikołaja Cudotwórcy – prawosławna cerkiew parafialna w Oziatach na Białorusi, w dekanacie żabineckim eparchii brzeskiej i kobryńskiej Egzarchatu Białoruskiego Patriarchatu Moskiewskiego. Cerkiew znajduje się w północno-zachodniej części wsi.

## Historia
Świątynię zbudowano w 1870 r. W 1912 r. odwiedził ją biskup grodzieński i brzeski Michaił Jermakow. W latach 1867–1877 tworzone były cerkiewne latopisy.

## Architektura
Cerkiew wzniesiono w stylu budownictwa narodowego z drewna pomalowanego na żółto, orientowana, na planie krzyża. Przed wejściem do świątyni mieści się ganek podparty o sześć kolumn, a na nim wisi ikona patronalna. Dzwonnica-wieża dzieli się na trzy części (dolna – 4-boczna, pełni rolę także przedsionka, środkowa – 4-boczna, górna – 8-boczna, odachowana blachą koloru ciemnoniebieskiego, zwieńczona także ciemnoniebieską, cebulastą kopułą). Między środkową częścią a dzwonnicą-wieżą znajduje się łącznik z dwuspadowym dachem. Na środku świątyni osadzony jest 8-boczny bęben, a wraz z nim 8-boczna cebulasta kopuła. Naprzeciw nawy swoje miejsce ma apsyda. Dach wykonany z blachy. Na elewacji świątyni występują różne zdobienia.

## Wnętrze
W świątyni zachowały się obrazy z XVI–XVII w.: Hodigitria, Spas Pantokrator, drewniana rzeźba z XVIII w. Ecce Homo. Ręcznie robiony kiot z XIX w.